# سگراته
سِگراته (به ایتالیایی: Segrate) یک شهرستان (کومونه) در ایتالیا است که در استان میلان در ناحیهٔ لمباردی واقع شده‌است.

## ویژگی‌ها
سگراته ۱۷ کیلومترمربع مساحت و ۳۳٬۳۷۳ نفر جمعیت دارد.